# تيسلا رودستار (الجيل الثاني)
تيسلا رودستار هي سيارة كهربائية قادمة من تطوير شركة تسلا موتورز. تقول الشركة بأن السيارة ستكون قادرة على الوصول من سرعة 0 إلى 60 في 1.9 ثانية.من المقرر البدأ في إنتاج السيارة في 2022.